# Villamar (Messico)
Villamar è una municipalità dello stato di Michoacán, nel Messico centrale, il cui capoluogo è la località omonima.
La municipalità conta 16.991 abitanti (2010) e ha un'estensione di 350,79 km².
La località è dedicata a Eligio Villamar, generale durante la guerra messico-statunitense.